# دزرژینسکویه (داغستان)
دزرژینسکویه (به لاتین: Dzerzhinskoye) یک منطقهٔ مسکونی در روسیه است که در خاساویورت واقع شده‌است.